# Округ Олмстед (Минесота)
Олмстед (енгл. Olmsted County) је округ у америчкој савезној држави Минесота.

## Демографија
По попису из 2010. године број становника је 144.248, што је 19.971 (16,1%) становника више него 2000. године.
| Група             | 2000.           | 2010.           |
| Белци             | 110.598 (89,0%) | 120.348 (83,4%) |
| Афроамериканци    | 3.330 (2,7%)    | 6.870 (4,8%)    |
| Азијати           | 5.305 (4,3%)    | 7.806 (5,4%)    |
| Хиспаноамериканци | 2.959 (2,4%)    | 6.081 (4,2%)    |
| Укупно            | 124.277         | 144.248         |